# Francis Baring (3e baron Ashburton)
Pour les articles homonymes, voir Francis Baring, Baring et Ashburton.
Francis Baring, 3e baron d'Ashburton (20 mai 1800 – 6 septembre 1868) est un pair britannique et une personnalité politique Whig et, plus tard, Tory.

## Famille
Il est né à Philadelphie, aux États-Unis, le deuxième fils d'Alexander Baring et Ann-Louise, la fille de William Bingham de Blackpoint, à Philadelphie, sénateur américain. Il est le frère cadet de Bingham Baring. Francis a été éduqué de manière privée et à Genève, et en 1817 rejoint Baring Brothers, la banque familiale. Après le succès de son voyage d'affaires en Amérique du Nord et aux Antilles, il a été fait partenaire de la banque en 1823.
Toutefois, après de malheureuses spéculations financières, au Mexique et sur le marché français du sucre, il a été rétrogradé au poste d'administrateur non exécutif en 1828. En 1830 il a repris le siège parlementaire de Thetford après son frère.

## Carrière politique
Il a été élu à l'1830 comme un Whig pour l'arrondissement de Thetford dans le Norfolk,
et il a occupé le siège jusqu'à 1831, où il ne s'est pas représenté. Il a été réélu en 1832 comme un Tory, et a tenu le siège comme Conservateur jusqu'en 1841, et ne s'est pas représenté.
Il s'est présenté de nouveau à Thetford lors d'une élection partielle en août 1848, et a tenu le siège jusqu'à sa démission à la suite de sa nomination en tant que Commissaire de la Chiltern hundred le 30 novembre 1857.
Il est devenu baron en 1864, à la mort de son frère, Bingham Baring, devenant le 3e Baron d'Ashburton.

## La famille
Il se marie en 1832 à Claire-Hortense (1812-1882), fille de Hugues-Bernard Maret, duc de Bassano, et déménage pour vivre à Paris. Ils furent les parents d'Alexander Baringet de Marie Anne Louise Baring (épouse de William FitzRoy).